# Ilaria Salis
Ilaria Salis (Milán, 17 de junio de 1984) es una activista y política italiana.
En febrero de 2023, Salis fue detenida en Budapest acusada de agredir a tres militantes neonazis; la noticia se hizo pública en diciembre del mismo año, cuando fue llevada ante el tribunal con esposas en tobillos y muñecas. En las elecciones europeas de 2024 en Italia, Salis fue candidata en las circunscripciones noroccidental e insular en las filas de Alianza Verdes e Izquierda, siendo elegida y obteniendo por tanto la liberación y la inmunidad parlamentaria.

## Biografía
Tras tres años viviendo con su familia en el Reino Unido entre 1992 y 1995, se crio en Monza. Se graduó en el liceo clásico B. Zucchi de Monza, en 2005 se graduó cum laude en Ciencias Históricas en la Universidad de Milán y, en 2021, obtuvo una maestría en Filología, Literatura e Historia de la Antigüedad en la misma universidad.  Educadora y maestra de primaria, a partir de 2021 pasó a ser profesora suplente en escuelas secundarias superiores. Militante antifascista, a los dieciocho años participó junto con sus compañeros en la fundación del centro social FOA Boccaccio en Monza.  La militancia le comportó una serie de señalamientos y denuncias,  y también recibió dos condenas firmes, una por usurpación de inmuebles y otra por resistencia a un funcionario público.

### Detención en Hungría
En febrero de 2023 estuvo en Budapest junto con otros militantes contra la celebración del «Día del Honor», día en el que los neonazis de toda Europa conmemoran a los soldados alemanes y húngaros que murieron en 1945 durante el asedio de Budapest por parte del Ejército Rojo. El 11 de febrero, Salis fue detenida por las autoridades húngaras acusada de haber causado «lesiones que podrían poner en peligro la vida» de tres militantes neonazis magiares, agredidos el día anterior (según otras versiones, sin embargo, fue acusada de haber participado en el ataque a un militante de extrema derecha y a un transeúnte confundido con otro ultraderechista), y de pertenecer a una asociación criminal alemana conocida como Hammerbande (tdl. ‘Banda del Martillo’). Tras declararse inocente y, en consecuencia, rechazar la oferta de un acuerdo de culpabilidad de 11 años de prisión, permaneció bajo custodia en prisión durante los meses siguientes.
La noticia no llegó a la atención pública hasta diciembre de 2023, cuando Salis denunció sus condiciones de detención en un memorial enviado al consulado italiano en Budapest, y fue llevada al tribunal esposada de tobillos y muñecas durante una sesión del juicio, en presencia de los medios de comunicación internacionales. Surgió una controversia a nivel internacional. La Confederación Europea de Sindicatos calificó los tratos durante la custodia de «degradantes e inhumanos», y organismos internacionales como el Comité Económico y Social Europeo también los criticaron con dureza. Incluso llegaron a pronunciarse sobre el caso el presidente de la República Italiana Sergio Mattarella y los ministros Carlo Nordio y Antonio Tajani, lo que provocó protestas formales del gobierno italiano hacia Hungría. Junto con Salis también fue imputado Gabriele Marchesi, detenido en Italia por orden europea de la justicia húngara, sobre cuyo caso se pronunció el Tribunal de Apelación de Milán, que, refiriéndose a una resolución del Parlamento Europeo, expresó su preocupación por el estado de derecho y la situación de los derechos fundamentales en Hungría, y constató una falta de proporcionalidad tanto en las medidas cautelares como en las imputaciones (según la asociación Juristas demócratas, en Hungría el delito estaría ilícitamente agravado con la hipótesis de las lesiones potencialmente mortales, generando «un sinsentido jurídico»). Análogamente al italiano Marchesi, que fue liberado de su arresto domiciliario en Italia, otro imputado alemán por las agresiones ocurridas el mismo día en Budapest fue extraditado a Hungría por decisión del tribunal competente de Berlín.
Después de pagar una fianza de 16 000 000 forintos (unos 41 500 euros), el 24 de mayo de 2024 Salis fue puesta bajo arresto domiciliario con un brazalete electrónico; en la misma audiencia, el juez pronunció en voz alta la dirección de Budapest donde Salis debía cumplir el arresto domiciliario, dato que el 30 de mayo fue publicado por sitios húngaros de extrema derecha. Temendo por su propia seguridad, Salis solicitó ser alojada dentro de la embajada italiana de Budapest. El 14 de junio, tras su elección como europarlamentaria, Salis fue liberada por las autoridades húngaras, basándose en el precedente de la sentencia C-502/19 del Tribunal de Justicia de la Unión Europea, en la que se establecía que el estatus de parlamentario (con el derecho a la inmunidad asociado) debía considerarse adquirido a partir de la proclamación de las elecciones, y no a partir de la toma de posesión en el Parlamento Europeo. Al día siguiente Salis regresó a Italia, acompañada por sus padres hasta su casa de Monza.

### Elecciones al Parlamento Europeo
El 18 de abril de 2024, los líderes de Alianza Verdes e Izquierda Nicola Fratoianni y Angelo Bonelli anunciaron la candidatura de Ilaria Salis a las elecciones europeas, en las circunscripciones noroccidental e insular, con el objetivo de elegirla diputada al Parlamento Europeo y así garantizar su inmunidad parlamentaria. A la luz de los resultados de las votaciones europeas, Salis fue elegida en ambas circunscripciones, recibiendo un total de 178 202 votos.
El 26 de junio de 2024 celebró su primera rueda de prensa como eurodiputada y se comprometió durante su mandato a centrarse en las condiciones penitenciarias, la inmigración y los problemas de la juventud.

## En la cultura de masas
En enero de 2024, Zerocalcare dedicó a la historia de Ilaria Salis la novela gráfica titulada In fondo al pozzo. Una storia di nazisti, galera e responsabilità («En el fondo del pozo. Una historia de nazis, cárcel y responsabilidad»), publicada inicialmente en el semanario Internazionale,a la que siguieron varias tiras de actualización en los números siguientes. En junio del mismo año se recopilaron las historietas de Zerocalcare sobre el caso Salis y se publicaron junto con algunas inéditas en el volumen Questa notte non sarà breve («Esta noche no será breve»).